# Bjorn Fratangelo
Bjorn Fratangelo (Pittsburgh, 19 luglio 1993) è un tennista e allenatore di tennis statunitense.
Il suo miglior ranking ATP in singolare è stato il 99º posto nel giugno 2016.

## Biografia

### Origini
Comincia a giocare a tennis all'età di 3 anni. Dopo aver frequentato la scuola "San Giovanni Battista" nel quartiere di Plum, si trasferisce a Naples, in Florida, per migliorare la sua formazione. Il padre Mario Fratangelo, originario di Castellino del Biferno, è anche il suo allenatore.

### Carriera

#### Giocatore
Ha vinto il singolare ragazzi agli Open di Francia 2011, diventando il secondo statunitense a vincere il titolo dopo John McEnroe nel 1977. Tra gli adulti ha vinto quattro ATP Challenger e otto Futures riuscendo ad entrare nella top-100 mondiale il 6 giugno 2016.

#### Allenatore
È l'allenatore della sua compagna Madison Keys dal 2023, l'ha aiutata a raggiungere la semifinale degli US Open 2023 e la finale degli Australia Open 2025 in cui ha ottenuto la sua prima vittoria Slam battendo la numero 1 Aryna Sabalenka.

## Vita privata
Nel 2024 si è sposato con la tennista connazionale Madison Keys, i due si frequentavano dal 2017.

## Statistiche
Aggiornate al 30 dicembre 2024.

### Tornei minori

#### Vittorie (12)
| Legenda tornei minori |
| Challenger (4)        |
| Futures (8)           |

| N.  | Data              | Torneo                                      | Superficie  | Avversario in finale | Punteggio      |
| 1.  | 21 gennaio 2013   | USA F3, Weston                              | Terra rossa | Arthur De Greef      | 6-4, 3-6, 6-0  |
| 2.  | 6 maggio 2013     | USA F12, Orange Park                        | Terra rossa | Gerald Melzer        | 7-5, 6-3       |
| 3.  | 10 giugno 2013    | Netherlands F1, Amstelveen                  | Terra rossa | Thiago Monteiro      | 3-6, 6-4, 6-3  |
| 4.  | 12 maggio 2014    | USA F14, Tampa                              | Terra rossa | Cristian Garín       | 6-2, 6-3       |
| 5.  | 7 luglio 2014     | Italy F22, Sassuolo                         | Terra rossa | Alberto Brizzi       | 6-4, 2-0, rit. |
| 6.  | 28 luglio 2014    | USA F22, Decatur                            | Cemento     | Liam Broady          | 6-4, 6-0       |
| 7.  | 1º settembre 2014 | Canada F9, Toronto                          | Cemento (i) | Mitchell Krueger     | 6-2, 6-3       |
| 8.  | 8 settembre 2014  | Canada F10, Toronto                         | Cemento     | Eric Quigley         | 6-4, 6-2       |
| 9.  | 9 febbraio 2015   | Launceston Tennis International, Launceston | Cemento     | Chung Hyeon          | 4-6, 6-2, 7-5  |
| 10. | 24 aprile 2016    | Savannah Challenger, Savannah               | Terra verde | Jared Donaldson      | 6-1, 6-3       |
| 11. | 14 ottobre 2018   | Fairfield Challenger, Fairfield             | Cemento     | Alex Bolt            | 6-4, 6-3       |
| 12. | 20 marzo 2021     | Cleveland Open, Cleveland                   | Cemento     | Jenson Brooksby      | 7-5, 6-4       |

#### Finali perse (13)
| Legenda tornei minori |
| Challenger (6)        |
| Futures (8)           |

| N.  | Data              | Torneo                                                  | Superficie  | Avversario in finale | Punteggio        |
| 1.  | 4 luglio 2011     | USA F13, Pittsburgh                                     | Terra rossa | Brian Baker          | 5–7, 3–6         |
| 2.  | 14 maggio 2012    | USA F13, Tampa                                          | Terra rossa | Tennys Sandgren      | 1–6, 3–6         |
| 3.  | 28 gennaio 2013   | USA F4, Palm Coast                                      | Terra rossa | Arthur De Greef      | 2–6, 3–6         |
| 4.  | 25 febbraio 2013  | USA F6, Harlingen                                       | Cemento     | Jiří Veselý          | 7–5, 6(4)–7, 3–6 |
| 5.  | 11 agosto 2014    | Canada F7, Calgary                                      | Terra rossa | Daniel Nguyen        | 6(7)–7, 7–5, 4–6 |
| 6.  | 14 giugno 2015    | Città di Caltanissetta, Caltanissetta                   | Terra rossa | Elias Ymer           | 3–6, 2–6         |
| 7.  | 26 luglio 2015    | Levene Gouldin & Thompson Tennis Challenger, Binghamton | Cemento     | Kyle Edmund          | 2–6, 3–6         |
| 8.  | maggio 2016       | BNP Paribas Primrose Bordeaux, Bordeaux                 | Terra rossa | Rogério Dutra Silva  | 3–6, 1–6         |
| 9.  | 19 novembre 2017  | JSM Challenger, Champaign                               | Cemento     | Tim Smyczek          | 2–6, 4–6         |
| 10. | novembre 2018     | Knoxville Challenger, Knoxville                         | Cemento (i) | Reilly Opelka        | 5–7, 6–4, 6–7(2) |
| 11. | 25 aprile 2021    | Tallahassee Tennis Challenger, Tallahassee              | Terra verde | Jenson Brooksby      | 3–6, 6–4, 3–6    |
| 12. | 19 settembre 2021 | Cary Challenger, Cary                                   | Cemento     | Mitchell Krueger     | 4–6, 3–6         |
| 13. | 9 gennaio 2022    | Traralgon Challenger, Traralgon                         | Cemento     | Tomáš Macháč         | 6(2)–7, 3–6      |